# Urocystis agropyri-campestris
Urocystis agropyri-campestris är en svampart som först beskrevs av Massenot, och fick sitt nu gällande namn av H. Zogg 1986. Urocystis agropyri-campestris ingår i släktet Urocystis och familjen Urocystidaceae.   Inga underarter finns listade i Catalogue of Life.